# Монтефредане
Монтефредане (італ. Montefredane) — муніципалітет в Італії, у регіоні Кампанія,  провінція Авелліно.
Монтефредане розташоване на відстані близько 220 км на південний схід від Рима, 50 км на схід від Неаполя, 7 км на північ від Авелліно.
Населення — 2256 осіб (2014).
Щорічний фестиваль відбувається 6 грудня. Покровитель — Святий Микола.

## Демографія
Населення за роками:

Станом на 1 січня 2023 року в муніципалітеті офіційно проживало 85 іноземців з 22 країн, серед них 17 громадян країн Євросоюзу та 21 громадянин України.

## Сусідні муніципалітети
- Авелліно
- Гроттолелла
- Манокальцаті
- Прата-ді-Принчипато-Ультра
- Пратола-Серра